# 太脱拉815
太拖拉 815 （捷克语：Tatra 815）是前捷克斯洛伐克太脱拉公司研制的卡车。本卡车用于行驶在崎岖的地形。它是为了替代太拖拉 813而问世。太拖拉815全系车型都采用全驱，从4X4到12X12，有风冷跟水冷发动机。

## 历史
太拖拉815于1980年开始研发，样车在西伯利亚进行了一系列测试。T815在设计理念上秉承了T148的思路。多次参加达喀尔拉力赛并在1988,1994,1995,1998,2001年赢得冠军。从1983年到1991年，共有超过10万辆T815被制造和销售。

## T 815 的类型
T 815 最常见的类型是单面或双面矿山用车。

## 外部連結
- 太拖拉 815 （页面存档备份，存于）